# アレクセイ・ニコラエヴィッチ・トルストイ
アレクセイ・ニコラエヴィッチ・トルストイ（Алексей Николаевич Толстой、ラテン翻字の例：Aleksey Nikolayevich Tolstoy、1883年1月10日(ユリウス暦1882年12月29日) - 1945年2月23日）は、ロシア（ソ連）の小説家。多くの分野で執筆活動を行なったが、専門はSFと歴史小説であった。「伯爵同志」と渾名された。

## 生涯
アレクセイ・ニコラエヴィッチ・トルストイはニコラエフスク（現在のサラトフ州プガチョフ）で1882年、トルストイ伯爵家の貧乏な分家に生まれた。父は驃騎兵の任および地主の職から退いたニコライ・アレクサンドロヴィッチ・トルストイ伯爵であり、母は児童作家のアレクサンドラ・レオニエヴナ・ボストロム（トゥルゲネヴァ生まれ、通常アレクサンドラ・トルストイとして知られる）であった。アレクセイは一家の第4子であった。母親は、妊娠2ヶ月だった時に情夫のアレクセイ・アポロノヴィッチ・ボストロムと駆け落ちした。当時の離婚に関する法律に従って、有罪のアレクサンドラは再婚を禁じられた。彼女が新生児を自分の手元に置いておく唯一の手段は、子供をボストロムの息子として登録することだった。かくして、13歳になるまでアレクセイはアレクセイ・ボストロムとして育ち、自分の父親が義父だと疑うことはなかった。1896年にトルストイ、ボストロム両家は官僚的な事務処理に大変な労力を費やして、アレクセイをトルストイ伯爵として登録し直した。それでもなお、彼はアレクセイ・ボストロムを本当の父と見なしていて、ニコライ・トルストイや年上のきょうだい達と顔を合わせることはほとんどなかった。
1900年にニコライ・トルストイが死に、アレクセイには3万ルーブルと有名な家名が遺された。のちに彼は、トルストイ家の遺産に対してかなりユーモラスな態度を身に付けた。彼はアパートの壁を黒ずんだ肖像画で埋め尽くし、新来者にトルストイ家の祖先たちについて語ること（そうしてから全ての肖像画が近所の古道具屋で適当に買い集めたものであり、祖先の逸話は完全に作り話であると相手に明かす）で知られるようになった。
アレクセイ・N・トルストイ（以降A.N.トルストイと表記する）の初期の短編小説は、過度の自然主義と必然性のないエロティシズムにより、そしてミハイル・アルツィバーシェフ言うところの「味」が概して欠如していることにより、アレクサンドル・ブロークその他の有力な批評家に酷評された。A.N.トルストイ名義で1900年代序盤に出版されたポルノグラフィ的作品には、本人の手によって封印されたものもあると言われる（しかし現在、大部分の批評家はA.N.トルストイがそれらの作者であるかどうか懐疑的である）。

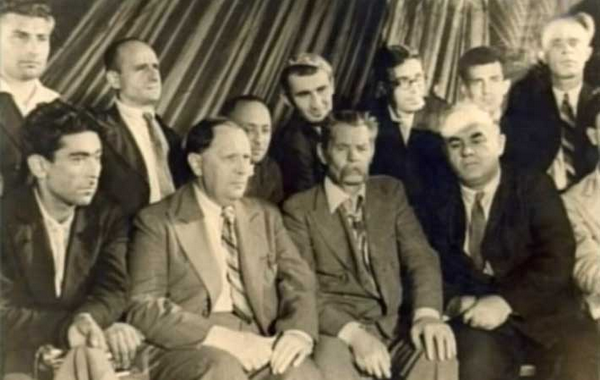
ソ連作家同盟大会でゴーリキーと

A.N.トルストイはボリシェヴィキによる10月革命の最中の1917年にロシアを出国し、ドイツを経由してフランスへ移住した。1923年に彼は本国に送還され、最も人気のある作家としてソヴィエト体制に受け容れられた。彼は終生、共産党の忠実な支持者となってスターリンを賞賛する作品を書き、またマクシム・ゴーリキーと組んで悪名高い旅行記（白海・バルト海運河への旅行を題材としたもの）を書いた。
A.N.トルストイは2編の長大な歴史小説を発表した。ピョートル1世の政策をスターリンのそれになぞらえようと努めた『ピョートル一世』（1929年 - 1945年）、そしてロシア内戦を含む1914年から1919年までの時代を描いた『苦難の道』（1922年 - 1941年）である。また数編の戯曲も書いた。
通常、A.N.トルストイはロシア語のSF小説としては最初の（そして最上の）作品を書いた業績で知られている。火星への旅を扱った『アエリータ』（1923年）、そして『ガーリン技師の双曲線』は大衆から絶大な人気を得た。前者は1924年に映画化された（SF映画の先駆けであった）。『アエリータ：火星の女王』の他にも、トルストイの小説を基にした映画はソビエト連邦で数作、公開された。
またA.N.トルストイは『ニキータの幼年時代』を始めとする児童向けの本も数冊したためている。『ニキータの幼年時代』は自身の幼年時代の回想録であるが、この本は時に息子ニキータに関するものだと誤解された。実際には、彼はニキータという名前が好きだから使ったのであり、後年その名を自分の長子にも付けただけのことであった。彼の児童書で最も著名なものは、イタリアの児童文学『ピノッキオ』を翻案した『ブラチーノの冒険、または黄金の鍵』（1936年）である。その主要登場人物であるブラチーノは、ソヴィエトの人々の間ですぐに大人気となった。

## 代表的作品
- Lirika （1907年） - 詩集。
- The Ordeal （1918年）
- Nikita's Childhood （1921年）

『ニキータの少年時代』上脇進訳 佐藤忠良絵 岩波少年文庫 1957
『ニキータ物語』田中泰子訳 理論社 1986
- 苦難の路（苦悩の中をゆく） （1921年 - 1940年） 3部作。1943年にスターリン賞。

『苦悩の中を行く』富永順太郎訳 文化学会出版部 1926
『苦難の路』原久一郎訳 改造文庫 1932
『苦悩の中をゆく 小説』昇曙夢,富永順太郎共訳 民主評論社 1950
『苦悩の中をゆく』原卓也訳 新潮文庫 1957
『苦悩の中をゆく』小沼文彦訳 角川文庫 1957
- アエリータ（火星へいった地球人） （1923年）

『火星にいった地球人』西原久史郎訳編 日下香之助絵 講談社 1957
- ガーリン技師の双曲線 （1926年）

『技師ガーリン』広尾猛訳 ソヴエト・ロシア探偵小説集 内外社 1930
- ピョートルI世 （1929年 - 1934年） 1941年にスターリン賞。

『ピョートル大帝』原子林二郎訳 鱒書房 1940
- A Week in Turenevo （1958年） 死後出版。
- カリオストロ伯爵 - 超自然を扱った短編。
- おおきなかぶ（Репка） 民話の再話。日本では福音館書店発行の絵本で有名。
- 『村の悲劇 小説』米川正夫訳 世界思潮研究会 1922
- 『パン』上脇進,樹下節共訳 三一書房 1951
- 『ロシヤの民話』編 勝田昌二訳 未来社 1953
- 『ブラチーノの冒険』木村浩訳 長谷川露二絵 あかね書房 1959
- 『きつねが10ぴき』宮川やすえ訳 エフゲーニ・ラチョフ絵 実業之日本社 1968
- 『はいいろのおおかみ』再話 タチアーナ・マヴリナ絵 宮川やすえ文 らくだ出版デザイン 1975
- 『かますのめいれい』松谷さやか訳 太田大八絵 集英社 1979
- 『きつねとおおかみ』田中かな子訳 長野博一絵 小学館 1979
- 『ちいさなお城』再話 E.ラチョフ絵 宮川やすえ訳 岩崎書店 1982